# Кислов, Василий Михайлович
Василий Михайлович Кислов (1 февраля 1909 — 22 марта 1980) — руководитель строительства и первый директор комбината КМАруда, лауреат Государственной премии СССР (1967).

## Биография
Родился 1 февраля 1909 года в посёлке Мишелевка (ныне — Усольского района Иркутской области).
В 1928 году поступил в Московскую горную академию, а после её разделения в 1930 году на шесть вузов продолжил учёбу в Московском горном институте. После окончания Московского горного института (сегодня — Горный институт НИТУ «МИСиС») работал техническим руководителем и начальником угольной шахты в Тульском рудоуправлении (1933—1937). В 1937—1939 годах — главный инженер Тульского рудоуправления, за неполные полтора года начал строительство шести новых шахт. В 1938 году награждён первым орденом Трудового Красного Знамени.
С февраля 1939 по январь 1942 года и с октября 1944 по 1953 год — начальник «КМАстроя» и с 1953 по 1959 год — первый директор комбината «КМАруда». В 1942—1944 годах — начальник горнорудного управления Орско-Халиловского металлургического комбината.
С 1959 года — заместитель, в 1961—1963 годах — первый заместитель председателя Белгородского совнархоза.
С 1963 по 1971 год — главный инженер управления Курско-Белгородского горного округа Гостехнадзора СССР.
Избирался депутатом Верховного Совета СССР IV созыва.
Награждён тремя орденами Трудового Красного Знамени, знаком «Шахтёрская слава» трёх степеней, медалями.
Лауреат Государственной премии СССР 1967 года — за создание и освоение методов разработки железорудного месторождения Курской магнитной аномалии (Лебединского) в сложных горно-геологических условиях.
Умер 22 марта 1980 года. Похоронен в Белгороде.
Именем Кислова назван сквер в городе Губкин.